# StrongDC++
StrongDC++ — свободный и открытый клиент файлообменной сети Direct Connect/Advanced Direct Connect. Базируется на исходном коде DC++. В свою очередь, является «программой-донором» для многих DC клиентов, в частности, для ApexDC++, FlylinkDC++, StrongDC++ SQLite, AirDC++ и RSX++.
На данный момент в коде клиента имеются неисправленные критические уязвимости, в том числе и те, которые могут использоваться для организации DDoS атак.

## Возможности
- Многосегментное скачивание (скачивание фрагментов одного файла сразу с нескольких источников);
- Раздача частей файла в процессе его скачивания (англ. partial file sharing);
- Сортировка файлов по типу в разные папки приема;
- Поиск с возможностью группировки результатов;
- Фильтрация списка пользователей и списка найденных файлов;
- Автоматическое отключение медленных закачек;
- Возможность ограничения общей скорости закачки;
- Поддержка чата со смайлами[4];
- Поддержка технологии DHT;
- Возможность отключения компьютера по окончании всех загрузок.

StrongDC++ не требует установки и поэтому может запускаться с любого носителя.